# Benito Juárez, Jiménez
Benito Juárez är en ort i Mexiko.   Den ligger i kommunen Jiménez och delstaten Tamaulipas, i den centrala delen av landet, 600 km norr om huvudstaden Mexico City. Benito Juárez ligger 197 meter över havet och antalet invånare är 104.
Terrängen runt Benito Juárez är platt. Runt Benito Juárez är det mycket glesbefolkat, med 6 invånare per kvadratkilometer. Närmaste större samhälle är Santander Jiménez, 15,3 km söder om Benito Juárez. Omgivningarna runt Benito Juárez är en mosaik av jordbruksmark och naturlig växtlighet.